# آلماش‌هازا
آلماش‌هازا (به مجاری:  Almásháza) یک سکونتگاه مسکونی در مجارستان است که در زالا واقع شده‌است.